# Inżynieria systemów

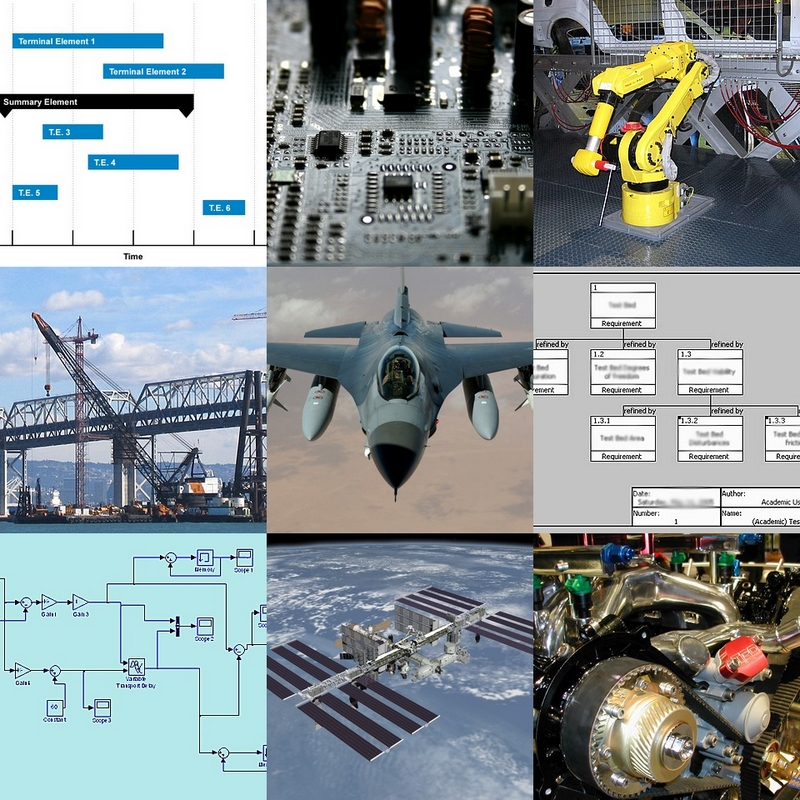
Techniki inżynierii systemów są wykorzystywane w złożonych projektach dotyczących: projektowania statków kosmicznych, projektowania chipów komputerowych, robotyki, integracji oprogramowania i budowy mostów. Inżynieria systemów wykorzystuje szereg narzędzi, które obejmują modelowanie i symulację, analizę wymagań i zarządzanie harmonogramem w celu zarządzania złożonością.

Inżynieria systemów to interdyscyplinarna dziedzina inżynierii i zarządzania projektami inżynierskimi, która koncentruje się na projektowaniu, integrowaniu i zarządzaniu złożonymi systemami w ciągu całego cyklu ich życia. U podstaw inżynierii systemów leżą zasady myślenia systemowego.
Dziedziny takie jak inżynieria wymagań, niezawodność, logistyka, koordynacja interdyscyplinarnych zespołów, weryfikacja i walidacja, łatwość konserwacji i wiele innych dyscyplin niezbędnych do projektowania systemu, rozwoju, wdrażania i ostatecznego wycofania z eksploatacji stają się trudniejsze, gdy mamy do czynienia z dużymi lub złożonymi projektami. Inżynieria systemów zajmuje się procesami, metodami optymalizacji i narzędziami do zarządzania ryzykiem w takich projektach. Inżynieria systemów obejmuje dyscypliny techniczne i skoncentrowane na człowieku, takie jak: inżynieria przemysłowa, inżynieria mechaniczna, inżynieria produkcji, inżynieria oprogramowania, elektrotechnika, cybernetyka, inżynieria lotnicza i kosmiczna, studia organizacyjne, inżynieria lądowa i zarządzanie projektami. Inżynieria systemów zapewnia, że wszystkie aspekty projektu lub systemu są brane pod uwagę i zintegrowane w całość w trakcie procesu projektowania.
Proces inżynierii systemów to proces odkrywania, który różni się od procesu produkcyjnego. Proces produkcyjny koncentruje się na powtarzalnych czynnościach, które zapewniają wysoką jakość produktów przy minimalnych kosztach i czasie. Proces inżynierii systemów musi rozpocząć się od odkrycia rzeczywistych problemów, które należy rozwiązać, i zidentyfikowania najbardziej prawdopodobnych lub najbardziej dotkliwych awarii, jakie mogą wystąpić – inżynieria systemów obejmuje znalezienie rozwiązań tych problemów.

## Historia
Pierwsze użycie terminu inżynieria systemów miało miejsce w Bell Telephone Laboratories w latach 40. XX wieku. Konieczność zidentyfikowania i manipulowania właściwościami systemu jako całości, które w złożonych projektach inżynierskich mogą znacznie różnić się od sumy właściwości jego części, zmotywowała różne branże, zwłaszcza te rozwijające systemy dla wojska USA, do zastosowania tej dyscypliny.
Kiedy ewolucyjny rozwój koncepcji systemu oraz istniejące narzędzia nie wystarczały, aby sprostać rosnącym wymaganiom, zaczęto opracowywać nowe metody, koncentrujące się na radzeniu sobie ze złożonością. Nieustanny rozwój inżynierii systemów obejmuje identyfikację i tworzenie nowych metod oraz technik modelowania. Metody te pomagają w lepszym poznaniu możliwości projektowania i rozwoju systemów, podczas gdy są one coraz bardziej złożone. W tamtych czasach powstały popularne narzędzia, które są często używane w kontekście inżynierii systemów, w tym USL, UML, QFD i IDEF0.
W 1990 r. przedstawiciele wiodących amerykańskich korporacji i organizacji założyli stowarzyszenie zrzeszające inżynierów systemów pod nazwą Narodowa Rada Inżynierów Systemów (National Council on Systems Engineering – NCOSE). NCOSE zostało stworzono w celu wspólnej pracy nad ulepszaniem praktyk inżynierii systemów oraz edukacji w tej dziedzinie. W wyniku rosnącego zaangażowania inżynierów systemów spoza USA w 1995 roku nazwa organizacji została zmieniona na Międzynarodową Radę ds. Inżynierii Systemów (International Council on Systems Engineering – INCOSE). Obecnie uczelnie wyższe w kilku krajach oferują studia magisterskie w zakresie inżynierii systemów, a dla praktykujących inżynierów dostępne są również opcje kształcenia ustawicznego.

## Koncept
Inżynieria systemów oznacza podejście, a ostatnio również dyscyplinę inżynierską. Celem kształcenia w inżynierii systemów jest proste sformalizowanie różnych podejść, a tym samym zidentyfikowanie nowych metod i możliwości badawczych podobnych do tych, które występują w innych dziedzinach inżynierii. Jako podejście inżynieria systemów ma charakter holistyczny i interdyscyplinarny.

### System
Istnieje wiele definicji tego, czym jest system w dziedzinie inżynierii systemów. Poniżej kilka wiodących definicji:
- IEEE Std 1220-1998: „Zestaw lub układ elementów i procesów, które są ze sobą powiązane i których zachowanie spełnia potrzeby klienta oraz operacyjne i zapewnia utrzymanie cyklu życia produktów.”[6]
- INCOSE: „System jest konstrukcją lub zbiorem różnych elementów, które razem dają wyniki nieosiągalne przez same elementy. Elementy lub części mogą obejmować ludzi, sprzęt, oprogramowanie, obiekty, zasady i dokumenty, tj. wszystkie rzeczy wymagane do uzyskania wyników na poziomie systemu. Wyniki obejmują cechy, właściwości, funkcje, zachowania i wydajność na poziomie systemu. Wartość dodana systemu jako całości, poza wartością wniesioną niezależnie przez części, jest przede wszystkim tworzona przez relacje między częściami; to znaczy, w jaki sposób są ze sobą połączone.”[7]
- ISO/IEC 15288:2008: „Kombinacja oddziałujących ze sobą elementów zorganizowanych w celu osiągnięcia jednego lub więcej określonych celów.”[8]
- ANSI / EIA -632-1999: „Zbiór produktów końcowych i umożliwiających osiągnięcia określonego celu.”[9]

### Inżynieria systemów
Istnieje wiele definicji inżynierii systemów. Simon Ramo uważany przez niektórych za twórcę nowoczesnej inżynierii systemów zdefiniował tę dyscyplinę jako: „...gałąź inżynierii, która koncentruje się na projektowaniu i rozwoju systemu jako całości, a nie jako zbioru części, patrząc na problem w całości, biorąc pod uwagę wszystkie aspekty i wszystkie zmienne oraz łącząc to, co społeczne z technologicznym.” (Conquering Complexity, 2004).
Według podręcznika INOCSE jest to „Interdyscyplinarne podejście i techniki umożliwiające skuteczne tworzenie systemów”, natomiast w podręczniku do inżynierii systemów NASA można naleźć taką definicję: „Inżynieria systemowa to solidne podejście do projektowania, tworzenia i obsługi systemów. W uproszczeniu podejście polega na identyfikacji i kwantyfikacji celów systemu, tworzeniu alternatywnych koncepcji projektowych systemu, przeprowadzania analiz porównawczych, wyborze i realizacji najlepszego projektu, weryfikacji poprawności wykonania i integracji projektu oraz ocenie powdrożeniowej tego jak dobrze system spełnia (lub spełniał) założone cele.”.

### Ewolucja w szerszym zakresie
Użycie terminu „inżynier systemów” ewoluowało z czasem, aby objąć szerszą, bardziej holistyczną koncepcję „systemów” i procesów inżynieryjnych. Ta ewolucja definicji była przedmiotem ciągłych kontrowersji, a termin nadal stosuje się zarówno w węższym, jak i szerszym zakresie.
Tradycyjnie inżynieria systemów była postrzegana jako gałąź inżynierii w klasycznym rozumieniu, to znaczy stosowana tylko do systemów fizycznych, takich jak statki kosmiczne i samoloty. Z czasem inżynieria systemów ewoluowała ku szerszemu znaczeniu, zwłaszcza odkąd ludzie są postrzegani jako niezbędny element systemu. Peter Checkland, na przykład, ujmuje szersze znaczenie inżynierii systemów, stwierdzając, że „inżynierię” „można czytać w jej ogólnym znaczeniu; można „skonstruować” (ang. „to engineer”) spotkanie lub porozumienie polityczne”.
Zgodnie z szerszym rozumieniem inżynierii systemów, Zbiór Wiedzy Inżynierii Systemów (SEBoK) zdefiniował trzy rodzaje inżynierii systemów:
- Produktowa inżynieria systemów (Product Systems Engineering – PSE) jako tradycyjna inżynieria systemów skoncentrowana na projektowaniu systemów fizycznych składający się z fizycznego sprzętu i oprogramowania.
- Inżynieria systemów w kontekście firmy (Enterprise Systems Engineering – ESE), która odnosi się do postrzegania przedsiębiorstw, organizacji lub kombinacji organizacji, jako systemów.
- Inżynieria systemów usługowych (SSE), która obejmuje obsługę innych systemów. Peter Checkland[14] definiuje system usługowy jako system, który jest stworzony z zamysłem obsługi innych systemów. Większość systemów infrastrukturalny cywilnej to systemy usługowe.

### Holistyczne spojrzenie
Inżynieria systemów koncentruje się na analizie i formułowaniu potrzeb oraz wymagań klienta, na wczesnym etapie cyklu rozwoju projektu, a następnie syntezie prac zespołów technicznych oraz weryfikacji i walidacji systemu z uwzględnieniem całego problemu. Obejmuje to pełne zrozumienie potrzeb wszystkich interesariuszy. Istnieje twierdzenie, że proces inżynierii systemów można rozłożyć na:
- proces techniczny inżynierii systemów oraz
- proces zarządzania inżynierią systemów.

W tym podziale, celem procesu zarządzania jest zorganizowanie wysiłku technicznego w cyklu życia, podczas gdy celem procesu technicznego jest ocena dostępnych informacji, zdefiniowanie miar efektywności, stworzenie modelu zachowania, stworzenie modelu strukturalnego, przeprowadzenie analiz porównawczych, i utworzenie planu integracji i testów.
W zależności od zastosowania, chociaż istnieje kilka modeli wykorzystywanych w branży, wszystkie z nich mają na celu identyfikację zależności między różnymi wymienionymi powyżej etapami i uwzględnienie informacji zwrotnej. Przykładami takich modeli są model kaskadowy oraz model V.

### Zarządzanie złożonością
Potrzeba inżynierii systemów pojawiła się wraz ze wzrostem złożoności systemów i projektów, co zwiększając wykładniczo możliwość interakcji elementów, zmniejszało niezawodność rozwiązania. W tym kontekście, złożoność obejmuje nie tylko systemy inżynieryjne, ale także logiczną organizację danych realizowaną przez ludzi. Jednocześnie system może stać się bardziej złożony ze względu na wzrost jego rozmiarów, zwiększenie ilości danych, zmiennych lub liczby pól biorących udział w projekcie. Przykładem takiego systemu jest Międzynarodowa Stacja Kosmiczna.

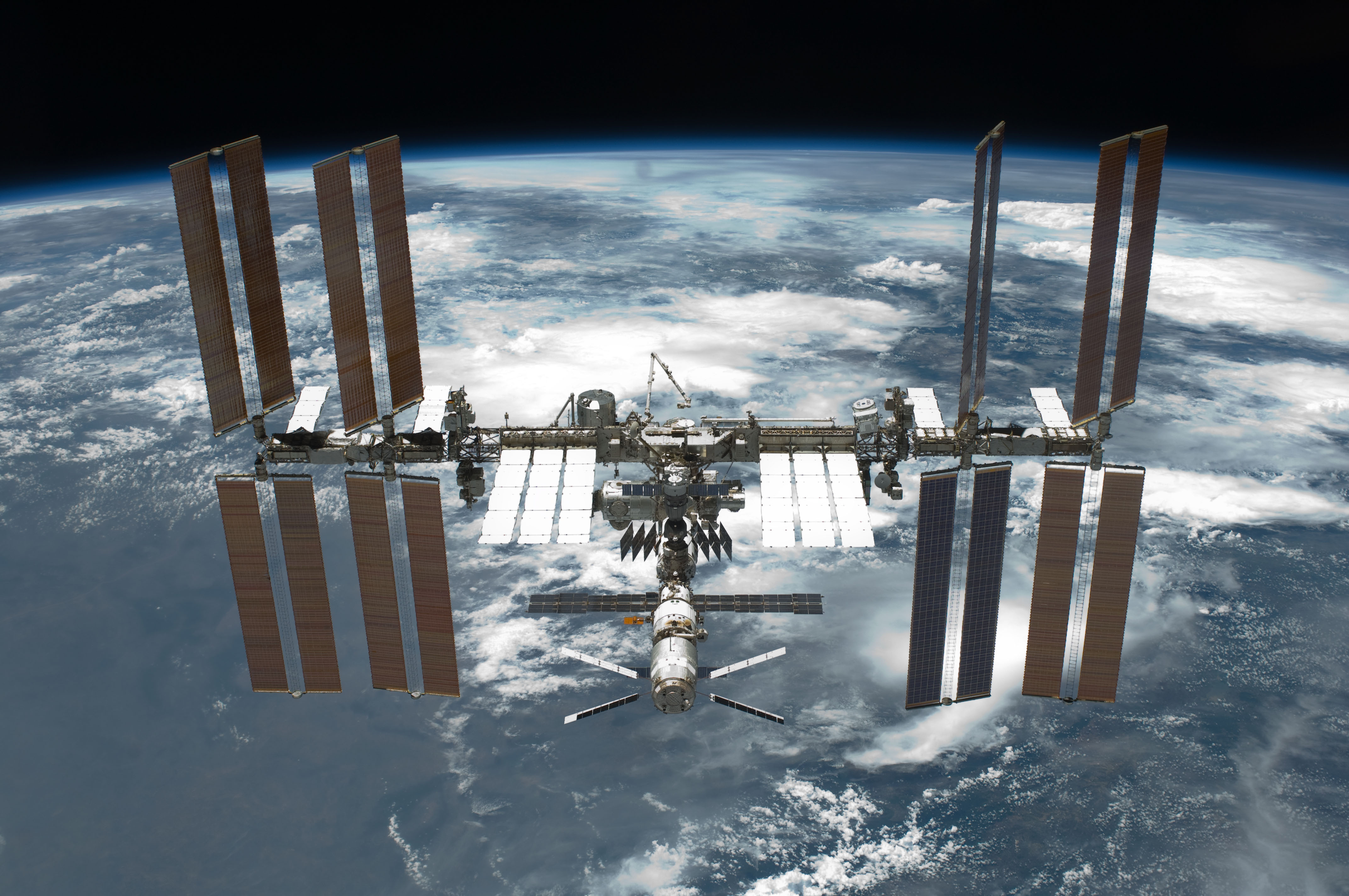
Międzynarodowa Stacja Kosmiczna jest przykładem bardzo złożonego systemu wymagającego zastosowania inżynierii systemów.

Zastosowanie interdyscyplinarnego podejścia do systemów inżynierskich jest z natury złożone, ponieważ zachowania komponentów systemu i interakcje między nimi nie zawsze są od razu dobrze zdefiniowane lub zrozumiane. Definiowanie i charakteryzowanie takich systemów i podsystemów oraz interakcji między nimi jest jednym z głównych celów inżynierii systemów. W ten sposób udaje się wypełnić lukę istniejącą między nieformalnymi wymaganiami użytkowników, operatorów, organizacji marketingowych i specyfikacjami technicznymi.

### Zakres inżynierii systemów
Jednym ze sposobów zrozumienia inżynierii systemów jest postrzeganie jej jako metody lub praktyki identyfikowania i ulepszania wspólnych zasad, które istnieją w wielu różnych systemach. Mając to na uwadze, zasady inżynierii systemów można zastosować do dowolnego systemu, złożonego lub nie, pod warunkiem, że myślenie systemowe jest stosowane na wszystkich poziomach. Oprócz branży militarnej, lotniczej i kosmicznej, wiele firm informatycznych i technologicznych, firm zajmujących się tworzeniem oprogramowania oraz branż w dziedzinie elektroniki i komunikacji potrzebuje inżynierów systemów jako ważnych punktów zespołów projektowych.
Analiza przeprowadzona przez INCOSE wskazuje, że nakład godzinowy poświęcony na inżynierię systemów stanowi około 15% całkowitego wysiłku projektowego. Jednocześnie badania wykazały, że inżynieria systemów zasadniczo prowadzi do obniżenia kosztów, pod warunkiem, że jest wykonywana poprawnie. Jednak jak dotąd nie przeprowadzono żadnego badania ilościowego na większą skalę, obejmującego różne branże. Takie badania są w toku i mają na celu określenie skuteczności oraz korzyści płynących z procesów inżynierii systemów.
Inżynieria systemów zachęca do korzystania z modelowania i symulacji w celu weryfikacji założeń lub teorii dotyczących systemów oraz interakcji w nich.

### Modelowanie w inżynierii systemów
Modele odgrywają ważną i rolę w inżynierii systemów. W tym kontekście model można definiować na kilka sposobów:
- Abstrakcja rzeczywistości zaprojektowana, aby odpowiedzieć na konkretne pytania dotyczące realnego świata,
- Imitacja, analogia lub reprezentacja procesu lub struktury świata rzeczywistego lub
- Konceptualne, matematyczne lub fizyczne narzędzie wspomagające osobę decyzyjną.

Coraz większe zainteresowanie przyciągają metodologie inżynierii systemów oparte na modelu (inżynieria systemów oparta na modelach – ISOM).